# 香港仔華人永遠墳場

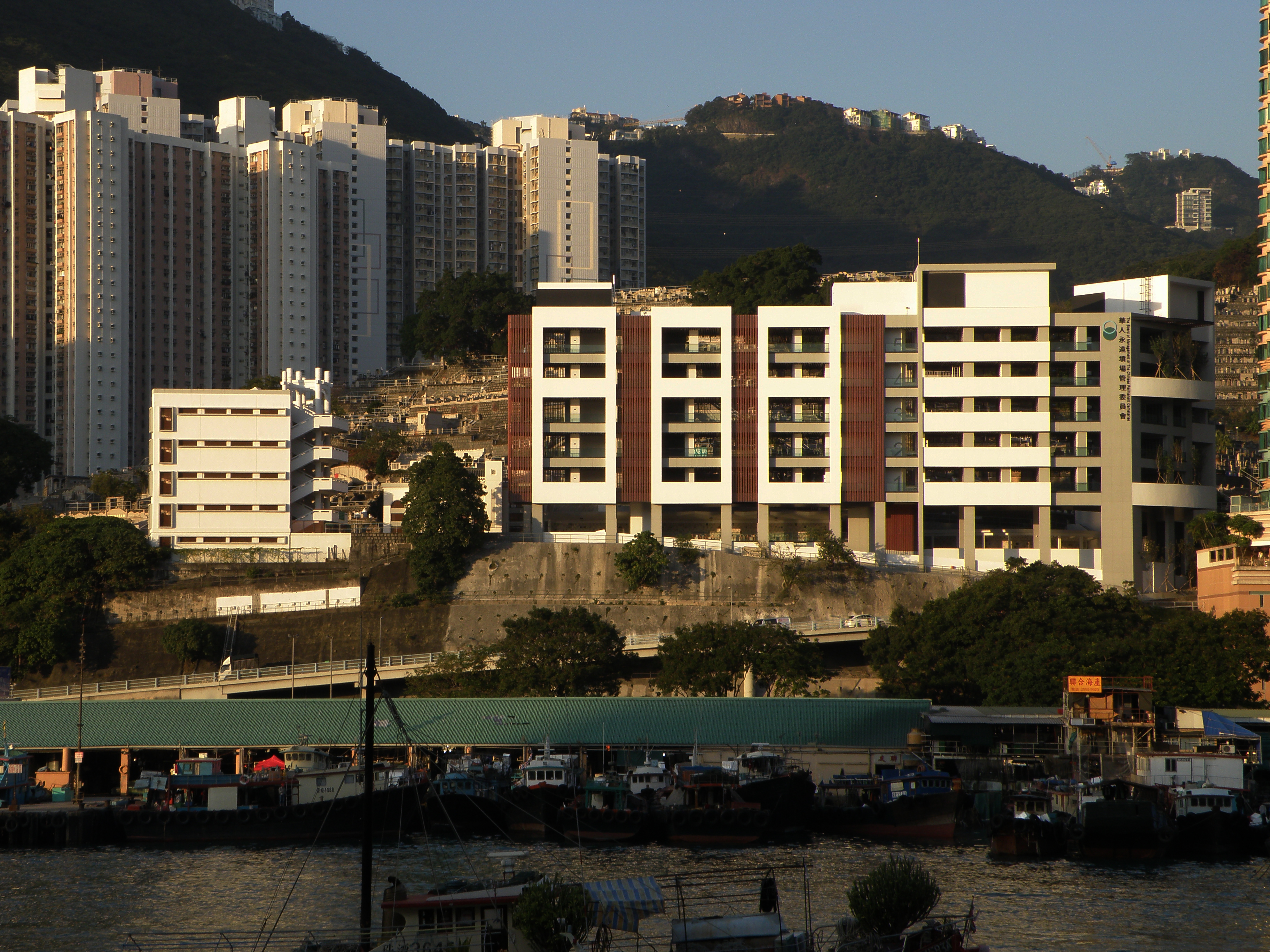
香港仔華人永遠墳場

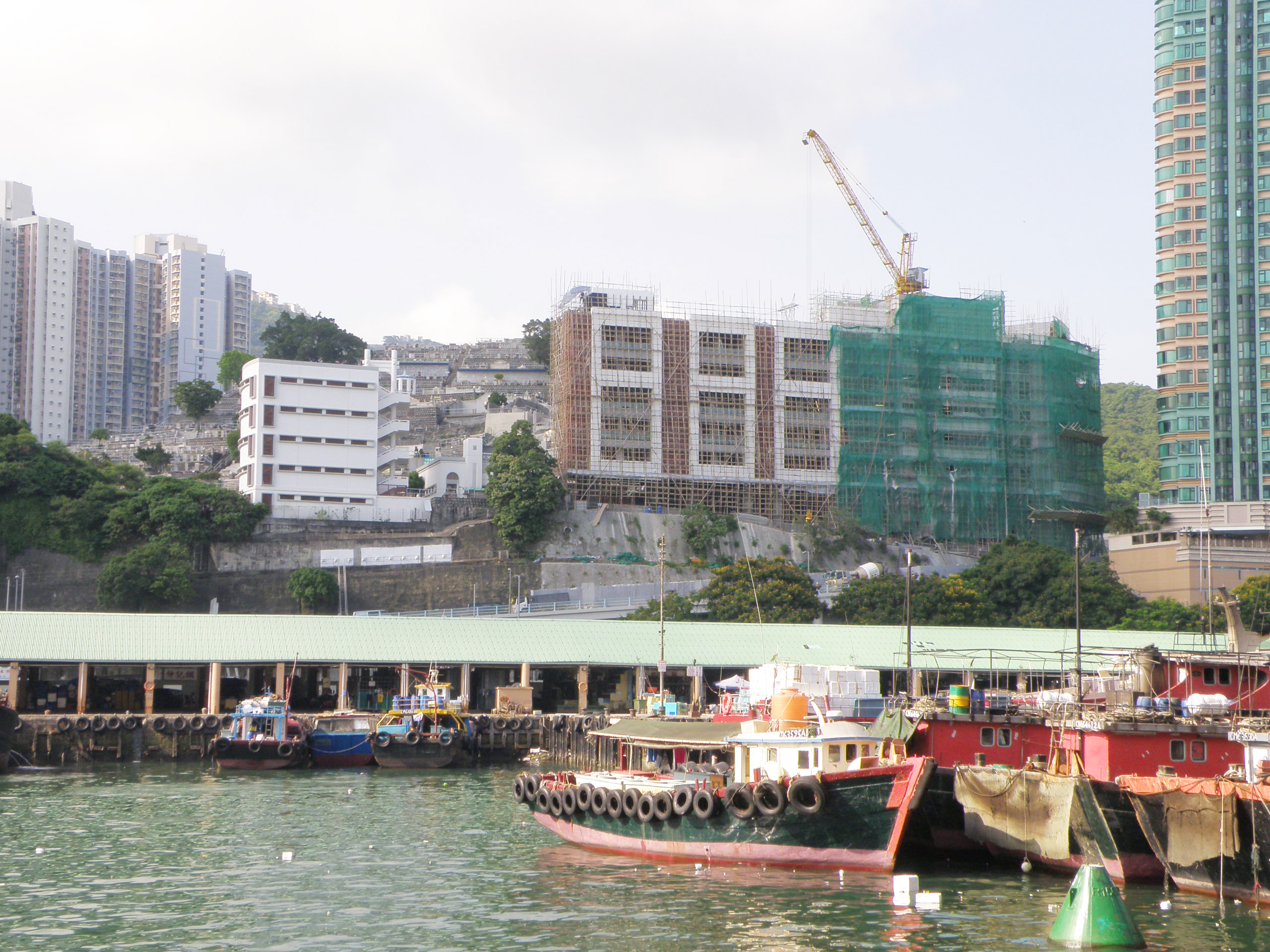
香港仔華人永遠墳場，右方靈灰閣建築中

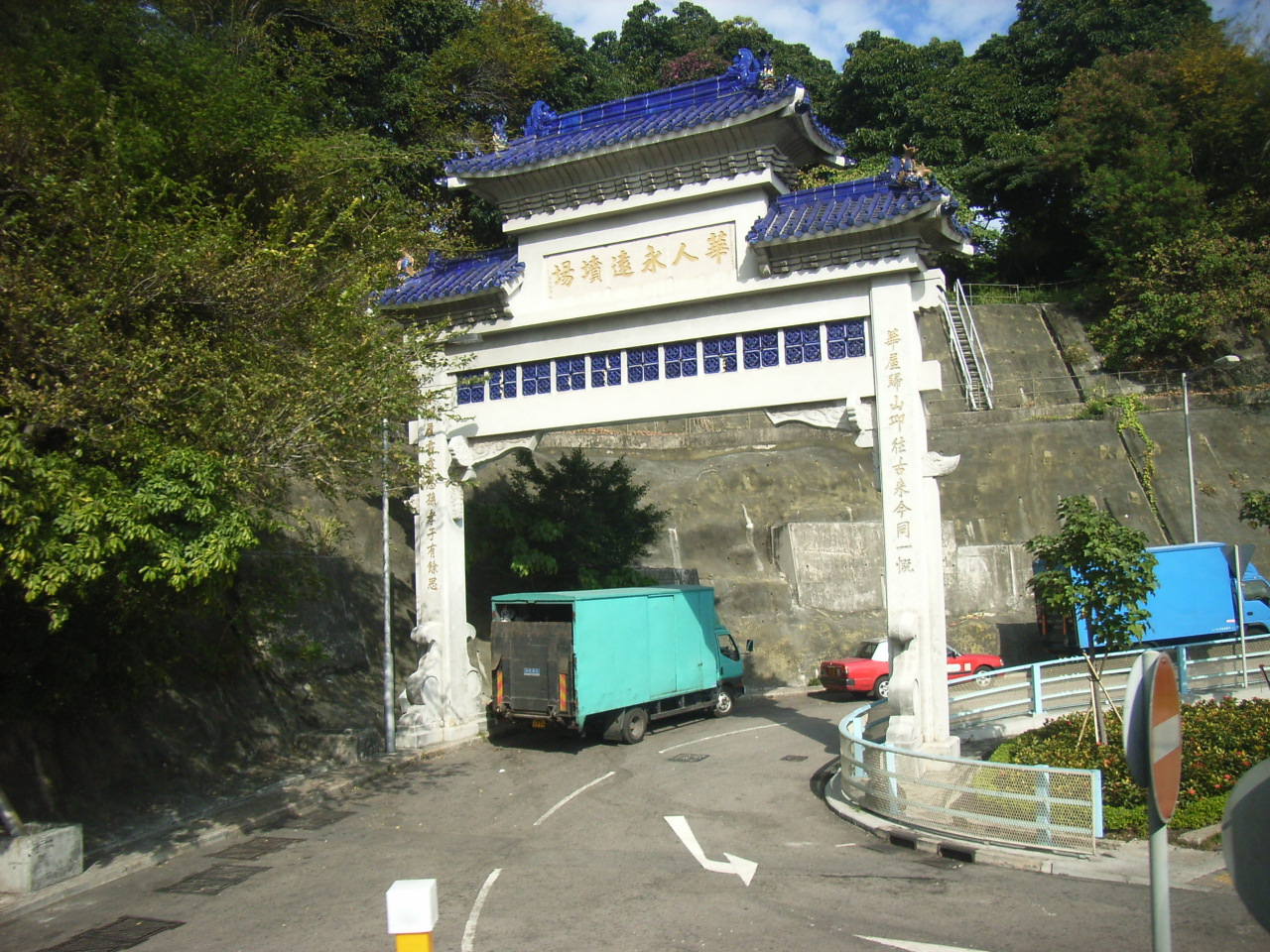
香港仔華人永遠墳場於香港仔海旁道及石排灣道的東面交界的車路入口，正門入口牌坊有一對聯，上聯為「華屋歸山邱往古來今同一慨」，下聯為「春秋履霜露慈孫孝子有餘思」

香港仔華人永遠墳場（英語：Aberdeen Chinese Permanent Cemetery），簡稱香港仔墳場，是華人永遠墳場管理委員會轄下第一所成立的墳場，位於香港香港島香港仔與田灣之間一帶，總面積約為98,542平方米，車路入口位於香港仔海旁道及石排灣道的東面交界，此外，可以經由貝璐道直達墳場比較上流的位置。墳場内設有土葬墓地、金塔地、骨灰龕位及骨殖龕位。
墳場正門入口牌坊有一對聯，上聯為「華屋歸山邱往古來今同一慨」，下聯為「春秋履霜露慈孫孝子有餘思」。其中上聯取自三國曹植〈箜篌引〉詩句「生在華屋處，零落歸山邱」，比喻浮華如生死般無常。下聯則大抵借用東漢董仲舒著作《春秋繁露》之名。

## 歷史
1911年辛亥革命後，在香港社會上擁有高等地位的華人爭取有一個專為香港華裔永久性居民下葬的地方，香港政府遂於1913年6月16日在香港仔撥地，由一群華人自資興建墳場，墳場於1915年10月17日啟用。這群華人成立了華人永遠墳場管理委員會以便管理墳場，獲時任華民政務司出任主席。
1966年，香港仔華人永遠墳場增設露天靈灰位，提供2,825個露天靈灰位，其後於1971年新建一座樓高兩層、提供1,584個靈灰位的靈灰閣，再於1973年新建一座樓高5層、提供4,498個的靈灰閣落成。
為了滿足公眾對靈灰龕位的需求，華人永遠墳場管理委員會於2011年向食物環境衛生署申請在香港仔墳場辦事大樓位置興建一座樓高6樓的靈灰閣，預計提供多達15,000個龕位。後者於同年4月批准，工程於2015年下半年完成。

## 下葬名人
葬於香港仔華人永遠墳場的包括不少香港望族先人，例如鄧肇堅、馮秉芬、周壽臣、傅老榕及高可寧和名人如唐紹儀等。中國著名教育家蔡元培於香港逝世後，因為戰亂未能夠安葬於故鄉，結果也葬於此墳場。
- 唐紹儀（1862年1月2日－1938年9月30日），中華民國首任國務總理。
- 蔡元培（1868年1月11日－1940年3月5日），近代革命家、教育家、政治家，也是中國近代民族學研究的先驅，中華民國首任教育總長。[3][4]
- 熊希齡（1870年7月23日－1937年12月25日），1992年遷葬北京熊希齡墓園。[5]
- 李葆葵（1872年－1963年），前清欽加二品銜，候選分巡道。民國時曾任農商部顧問，獲四等嘉禾章及二等嘉禾章
- 鄒敏初（1875年－1940年5月20日），國華商業銀行創辨人，鄒文懷之父
- 戴觀性，字禮彬、號子豪（？－1917年3月2日），戴東培之父
- 龍永寬（1894年2月21日－1934年1月10日），戴東培夫人
- 鄭文清，字美揚、號玉澄（？－1935年7月20日）
- 伍學熀（1860年農曆八月初一－1924年10月14日），廣東省建設部次長
- 韋寶珊爵士（1849年－1921年12月16日）
- 莫仕揚（1820年－1879年）
  - 莫藻泉（1857年－1917年）[6]
    - 莫幹生，MBE，JP（1882年－1958年12月26日）
      - 莫慶堯（1923年3月22日－2010年9月26日）
- 區德（1840年－1920年）
- 郭少流，JP（1859年－1936年6月2日）
  - 郭贊，CBE，JP，KStJ（1904年10月－1967年6月17日）
- 陳啟明 (香港)（1859－1919年）
- 马叙朝（？－1959年）
- 曹善允，CBE，JP（1868年11月10日－1953年1月20日）
- 鄒敏初（1875年一1940年），鄒文懷之父，國華商業銀行創辦人之一
- 伍漢墀，JP （1877年－1923年4月11日）
- 黃金福，JP （1870年－1931年）
- 利希慎（1879年－1928年4月30日）[7]
- 馮壽如（1885年－1952年），利工民創辨人[8]
- 陸費逵（1886年9月17日，清光緒十二年八月二十日－1941年7月9日）
- 周壽臣爵士，KBE，JP（1861年3月13日－1959年1月23日）
- 林翼中（1887年－1984年），中國民主革命家，中華民國政治人物
- 傅老榕（1894年－1960年），澳門一代賭王
- 高可寧（1878年－1955年）[9]
- 陳瑞祺（1885年12月16日－1940年2月22日）
- 楊鼎中（1892年9月7日－1956年4月24日），中華民国陸軍少將
- 林金殿（1894年3月19日－1956年6月4日），福建同安人，船務及樹膠商人
- 鄧志昂（1872年－1939年），鄧肇堅的父親
  - 鄧肇堅爵士，CBE，JP（1901年3月21日－1986年6月19日）
- 花影恨（1917年11月24日－1939年11月21日），原名：朱秀珍（Chu Sau Chun）；香港島石塘嘴妓院裡的粵曲歌伶
- 周永泰夫人李氏（1843年農曆7月24日－1925年9月11日）
- 周蔭喬（生卒不詳），周永泰次子
- 周卓凡（生卒不詳），周永泰三子，周錫年之父
- 周少岐，JP（1863年－1925年7月17日），周永泰長子，周埈年之父
  - 周埈年爵士，CBE，JP（1893年10月22日－1971年1月27日）
  - 周錫年爵士，CBE，JP（1903年4月13日－1985年11月30日），香港首位華人耳鼻喉科醫生[10]
    - 周啟賢（1926年－1979年），周錫年兒子
    - 周啟邦（1934年－2010年2月9日），周錫年兒子[11]
- 馮平山（1860年－1931年）
  - 馮秉芬爵士，CBE，JP（1911年5月28日－2002年5月16日）[12]
- 李春昭，一代茅山宗師
- 葉亦賓邵太夫人（1857年－1917年），葉蘭泉之母
  - 葉蘭泉（1868年－1946年7月25日），香港中華廠商聯合會創辦人
- 袁金華（？－1918年），又名袁英山，1912年出任東華醫院主席
- 陳福疇
- 黃耀東（1865年4月1日－1940年7月13日）[13]
- 李賢耀，1920年任東華醫院主席
- 黎乙真（1870年－1937年3月1日) ，香港佛教真言宗居士林創立人
- 張圓明（1872年－1948年），漢地佛教首位女阿阇梨，黎乙真夫人
- 黃宣充（1872－1930年），黃克競的父親
  - 黃克競，CBE，OBE（1906年－1996年1月9日）
- 馮師韓（1875年9月23日－1950年3月12日），香江書畫社創辨人
- 黃冷觀（1883年－1938年），黃祖芬、黃祖民、黃苗子之父
  - 黃祖芬（1907年－1992年），中華中學校長
- 冼秉芬（1888年－1949年）
- 唐賓南，1952－1953年出任保良局主席
- 余道生 （1881年1月24日－1944年12月23日），佘振強之父，九龍巴士創辦人及股東之一，實業家，余道生紀念中學贊助人
- 韋少伯（1894－1944）
- 許讓成（1894年1月2日－1981年12月18日），孔聖堂會長
- 方樹泉（1899年9月29日—1987年9月11日）
- 關祖堯爵士，CBE，JP（1907年7月10日－1971年12月7日）
- 榮一心（1912年－1948年12月21日），榮德生三子，曾任江南大学筹备委员会主任、校政委员会主任，江南大学创办人之一
- 馮師韓，(1875年－1950年）
- 伊秋水（1904年－1955年5月14日）[14]，香港演員
- 何與年（1880年－1962年）
- 柯幼裳，皇仁書院學生柯幼裳等在1919年7月左右，便有在香港承繼「五四」反日愛國精神的行動
- 梁植偉（1903年8月8日－1982年3月31日）恒生銀行創辨人之一
- 廖俠懷（1903年8月－1952年6月17日）
- 歐陽珮珊（1953年12月6日－2017年7月9日）[15][16]，香港女演員
- 鍾子光（1909年－1952年8月21日），澳門自來水公司總經理、澳門電燈公司董事、澳門鏡湖醫院副主席[17]
- 陳仿林（1895年－1975年10月26日），香港教育家，仿林中學前校監及校長

## 圖集

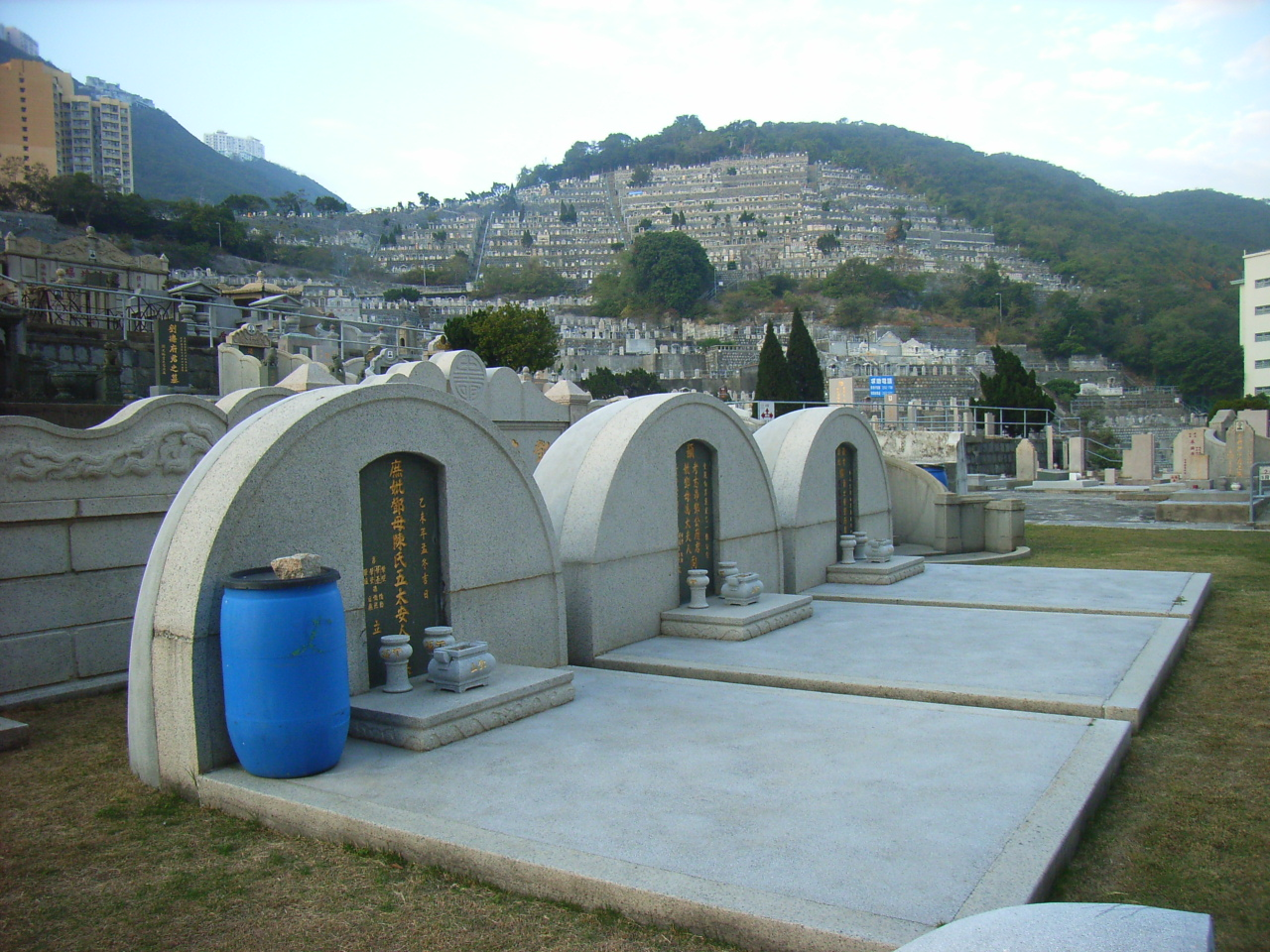
鄧多福堂墓園
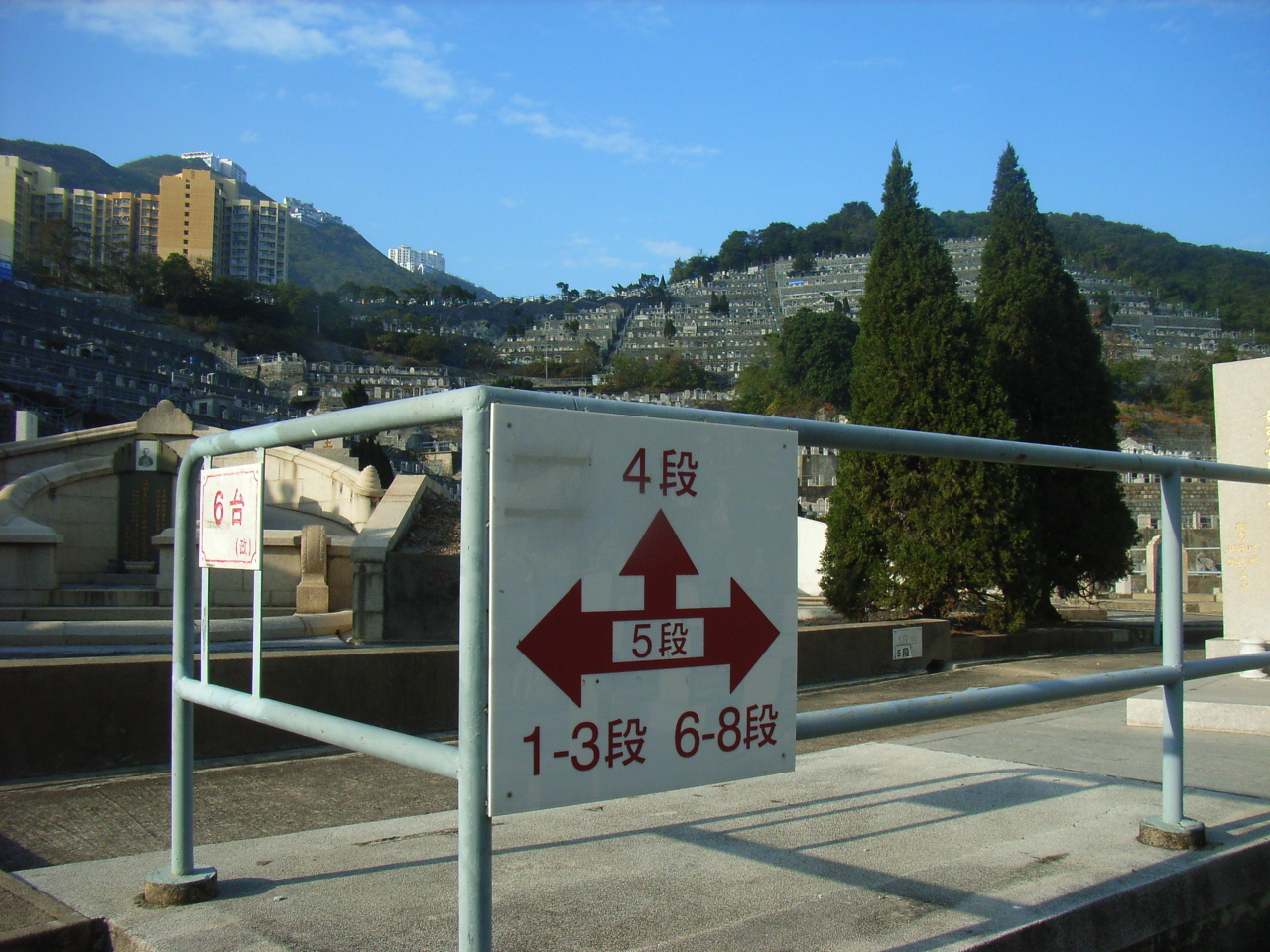
分區以數字編號
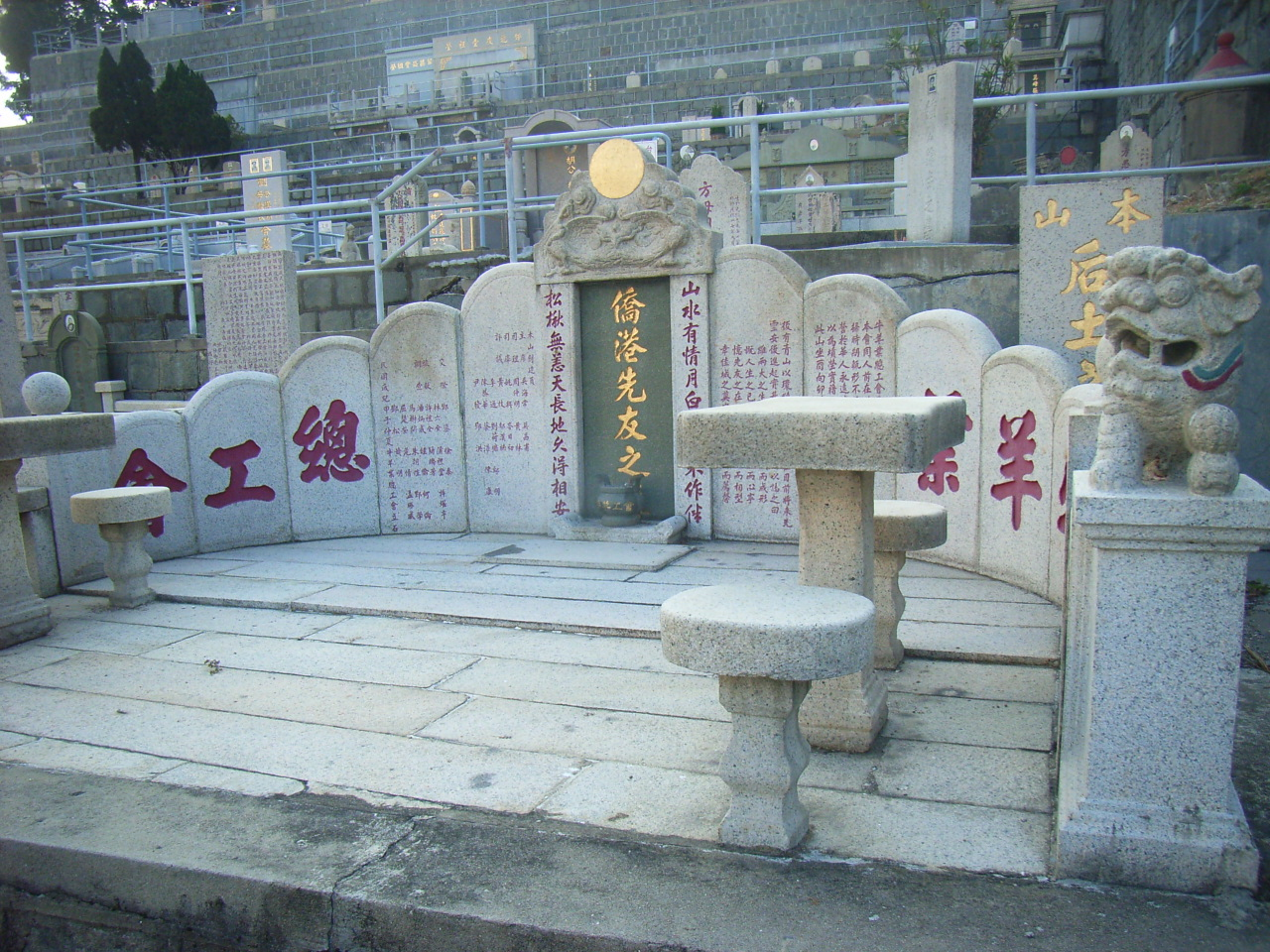
港九牛羊業總工會義塚
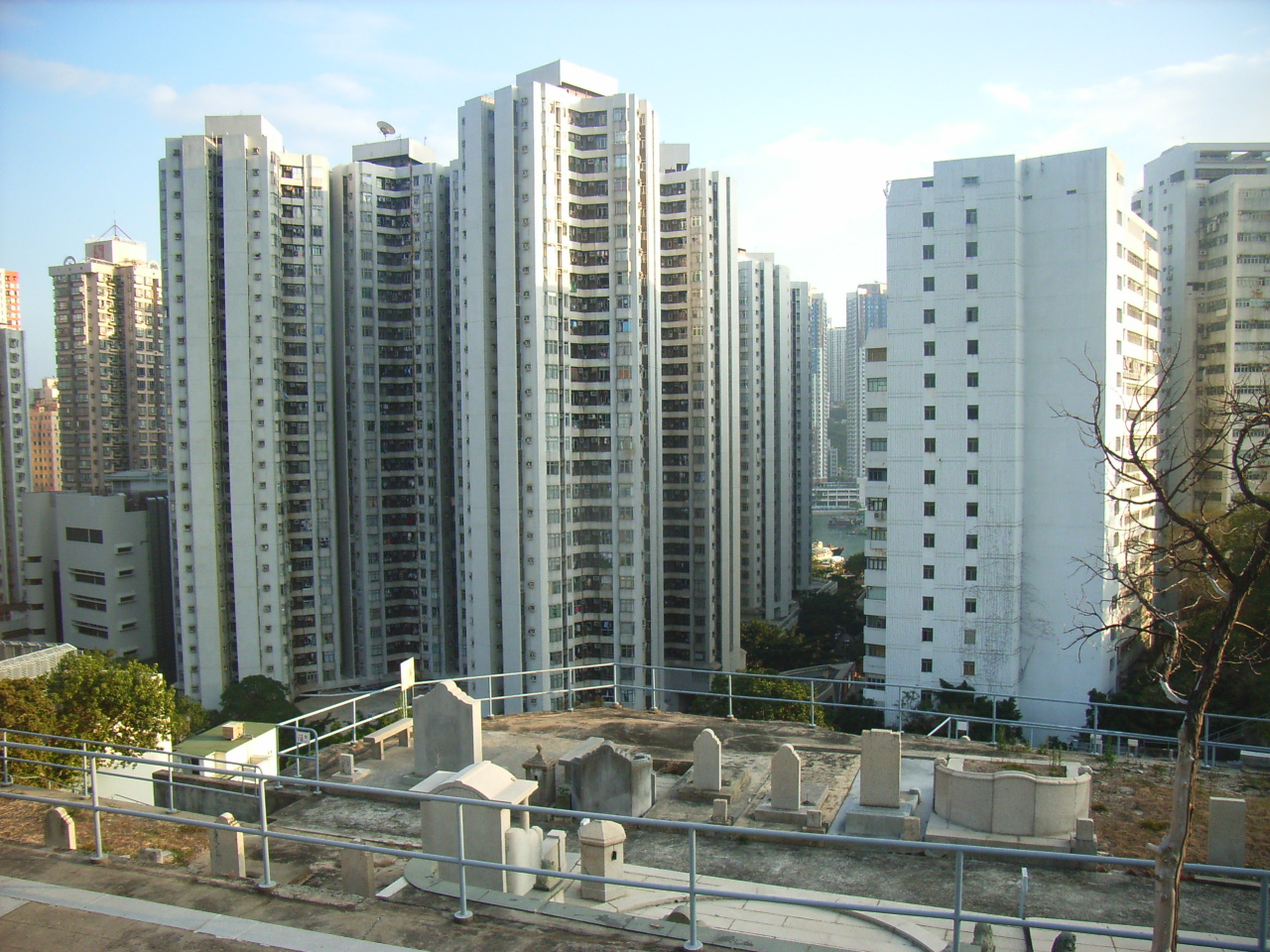
在香港仔中心出現之前，此地曾經面海
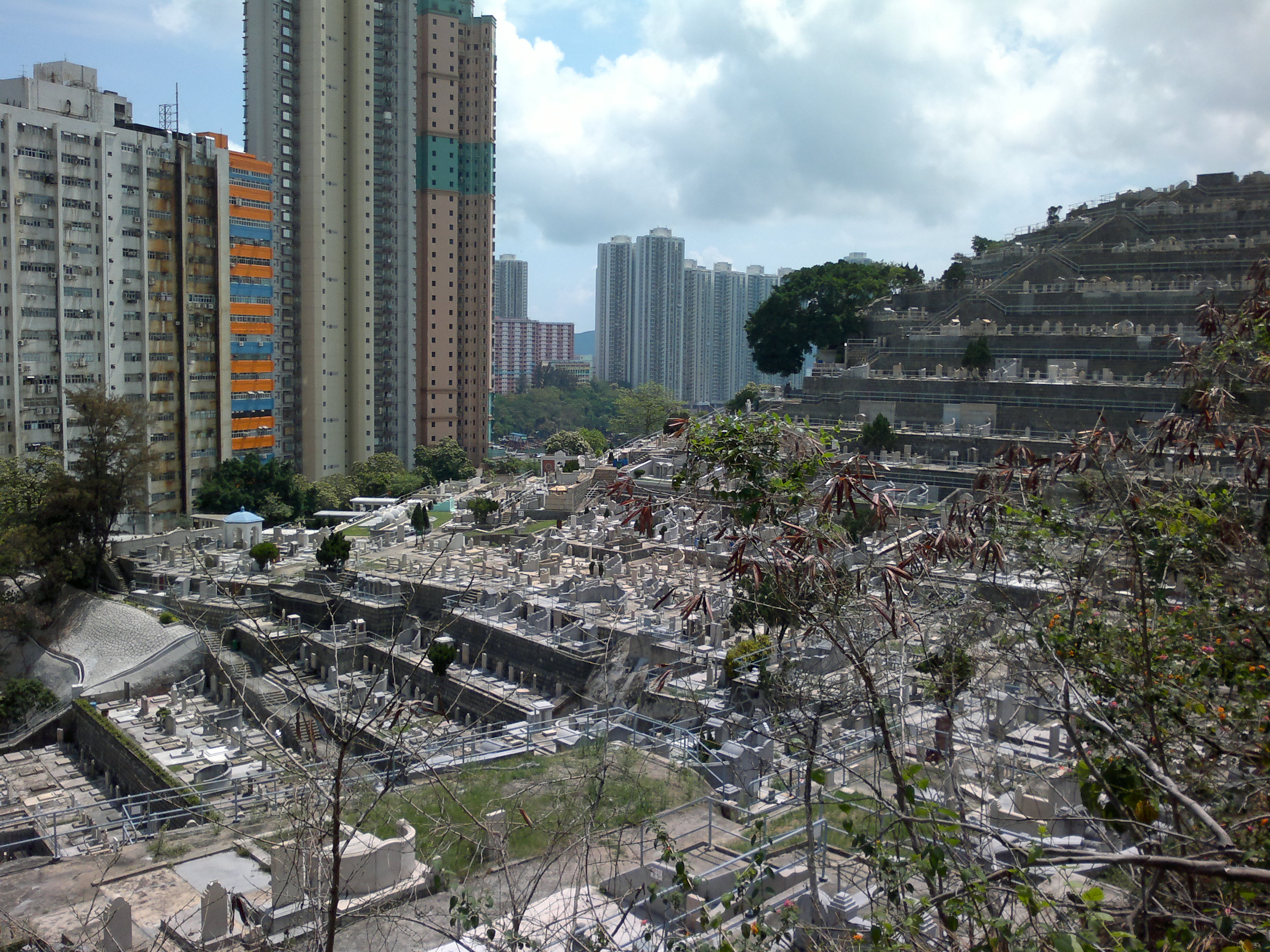
墳地依山而建
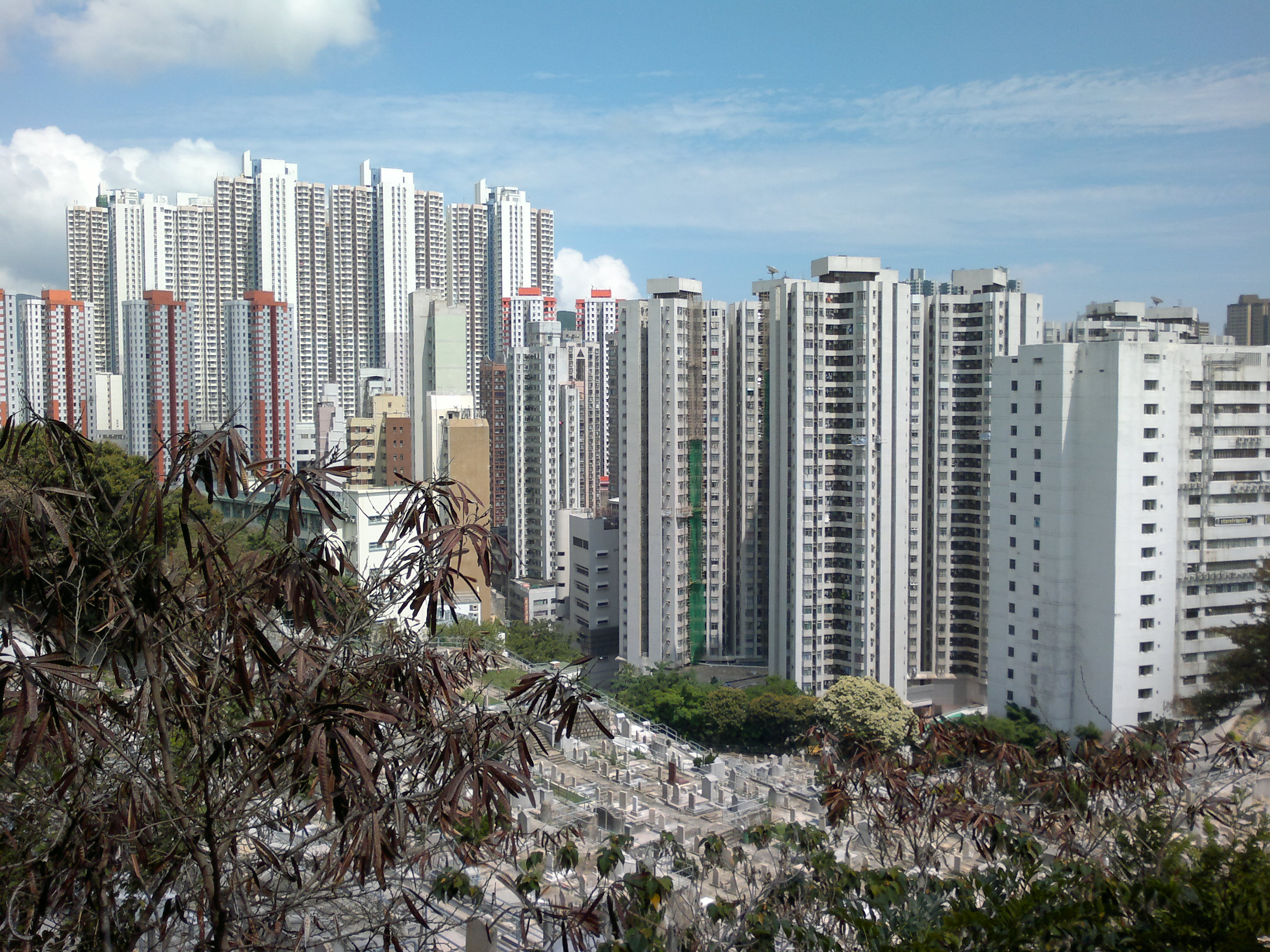
從墳場一帶望向香港仔市區